# Power Plant (альбом)
Power Plant — шестой полноформатный альбом немецкой пауэр-метал группы Gamma Ray. Первоначально альбом был выпущен в 1999 году, но был переиздан вместе с большей частью прошлого каталога группы в 2002 году с бонус-треками и новыми каверами.
Наиболее примечательно для группы то, что это был первый альбом, в котором состав от альбома к альбому оставался неизменным: Кай Хансен на вокале и гитаре, Хеньо Рихтер на гитаре, Дирк Шлехтер на басу и Дан Циммерман на барабанах.
Оформление обложки и иллюстрации выполнены Дереком Риггсом, создателем талисмана Iron Maiden Эдди.
| Оценки критиков                  | Оценки критиков |
| Источник                         | Оценка          |
| -------------------------------- | --------------- |
| AllMusic                         | 3/5             |
| Collector's Guide to Heavy Metal | 8/10            |
| Metal Storm                      | 8,5/10          |
| Sputnikmusic                     | 3.5/5           |

## Список композиций
| №   | Название                           | Автор текста              | Автор музыки              | Длина |
| --- | ---------------------------------- | ------------------------- | ------------------------- | ----- |
| 1.  | «Anywhere in the Galaxy»           | Кай Хансен                | Кай Хансен                | 6:37  |
| 2.  | «Razorblade Sigh»                  | Кай Хансен                | Кай Хансен                | 5:01  |
| 3.  | «Send Me a Sign»                   | Хеньо Рихтер              | Хеньо Рихтер              | 4:07  |
| 4.  | «Strangers in the Night»           | Кай Хансен, Дан Циммерман | Дан Циммерман             | 6:04  |
| 5.  | «Gardens of the Sinner»            | Дан Циммерман, Кай Хансен | Дан Циммерман, Кай Хансен | 5:57  |
| 6.  | «Short as Hell»                    | Кай Хансен                | Кай Хансен                | 3:57  |
| 7.  | «It’s a Sin» (Pet Shop Boys cover) | Крис Лоу, Нил Теннант     | Крис Лоу, Нил Теннант     | 4:58  |
| 8.  | «Heavy Metal Universe»             | Кай Хансен                | Кай Хансен                | 5:25  |
| 9.  | «Wings of Destiny»                 | Хеньо Рихтер              | Хеньо Рихтер              | 6:26  |
| 10. | «Hand of Fate»                     | Кай Хансен, Дирк Шлехтер  | Дирк Шлехтер              | 6:12  |
| 11. | «Armageddon»                       | Кай Хансен                | Кай Хансен                | 8:48  |

| №   | Название                                  | Автор текста | Автор музыки | Длина |
| --- | ----------------------------------------- | ------------ | ------------ | ----- |
| 12. | «Long Live Rock 'n' Roll» (Rainbow cover) | Блэкмор, Дио | Блекмор, Дио | 3:46  |

| №   | Название                                  | Автор текста             | Автор музыки             | Длина |
| --- | ----------------------------------------- | ------------------------ | ------------------------ | ----- |
| 12. | «A While in Dreamland»                    | Кай Хансен, Дирк Шлехтер | Кай Хансен, Дирк Шлехтер | 4:16  |
| 13. | «Rich and Famous»                         | Кай Хансен               | Кай Хансен               | 4:53  |
| 14. | «Long Live Rock 'n' Roll» (Rainbow cover) | Блекмор, Дио             | Блекмор, Дио             | 3:46  |

## Участники записи
Gamma Ray
- Кай Хансен — вокал, гитара
- Хеньо Рихтер — гитара, клавишные
- Дирк Шлехтер — бас-гитара
- Дан Циммерман — барабаны

Приглашенные музыканты
- Пит Зильк — хор в «Hand of Fate»

Продакшн
- Ральф Линдер — мастеринг в .Ham. Audio, Hamburg

## Чарты
| Чарт (1999)                         | Наивысшая позиция |
| ----------------------------------- | ----------------- |
| Австрия (Ö3 Austria)                | 45                |
| Финляндия (Suomen virallinen lista) | 32                |
| Германия (Offizielle Top 100)       | 25                |
| Япония (Oricon)                     | 31                |
| Швеция (Sverigetopplistan)          | 51                |